# Laneola rubricauda
Laneola rubricauda är en insektsart som beskrevs av Victor Antoine Signoret 1854. Laneola rubricauda ingår i släktet Laneola och familjen dvärgstritar. Inga underarter finns listade i Catalogue of Life.